# Kunstnaaldwerk

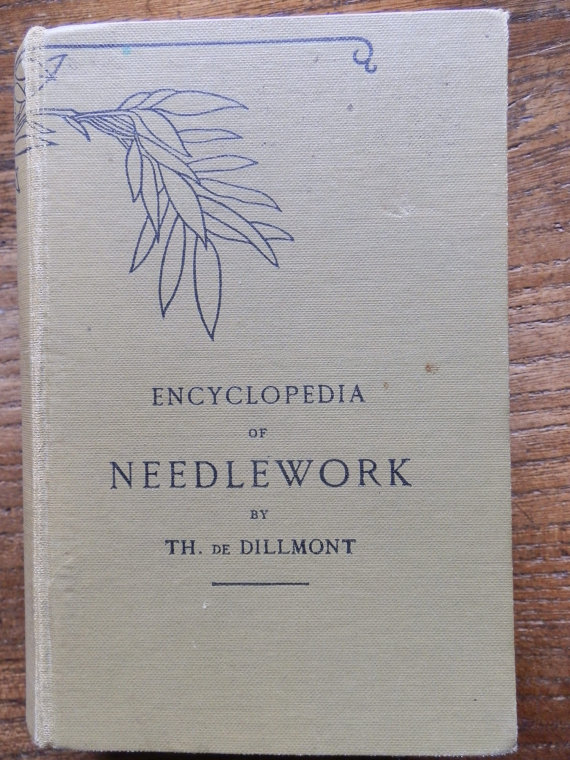
De Encyclopedia of Needlework werd in 1886 uitgegeven en zeventienmaal vertaald

Kunstnaaldwerk is het maken van versieringen met naald en garen op textiel, leer of andere ondergronden. Kunstnaaldwerk is een vorm van borduren. In de 19e eeuw werd artistiek borduurwerk ook wel aangeduid als kunstnaaldwerk. Dit naaiwerk had een kunstzinnige waarde waardoor het tentoongesteld werd in tentoonstellingen. 

## Technieken en materialen
Kunstnaaldwerk omvat een breed scala aan technieken, waaronder borduren, kruissteek, appliqué, kantklossen en naaldpunchen. Kunstenaars maken gebruik van diverse materialen, variërend van traditionele zijde en katoen tot moderne synthetische garens. De keuze van stoffen en texturen biedt kunstenaars de mogelijkheid om unieke en innovatieve kunstwerken te creëren.

## Kunstvorm
In de moderne tijd heeft kunstnaaldwerk een opmerkelijke transformatie ondergaan. Naast de traditionele toepassingen in kleding en textieldecoratie, wordt kunstnaaldwerk nu erkend als een autonome kunstvorm. De eerste keer dat naaldwerk als autonoom kunstwerk gepresenteerd werd was net na 1900. Kunstenaars zoals Christine van Zeegen, Adya van Rees, Annie de Roos waren onder de eerste kunstenaars die het naaldwerk als autonome kunstvorm presenteerden. Hedendaagse kunstenaars over de hele wereld hebben de grenzen verlegd door complexe en betekenisvolle werken te creëren, variërend van figuratief tot abstract.